# Monde Sifuniso
Monde Sifuniso (sinh năm 1944) là một nhà văn người Zambia.
Bà sinh ra ở Barotseland và học giảng dạy tại Đại học Rhodesia và Nyasaland, phát sóng tại trường giảng dạy của Tập đoàn Phát thanh Úc và xuất bản nâng cao tại Đại học Oxford Brookes.
Sifuniso là đồng biên tập và đóng góp cho Trái tim của người phụ nữ (1997), một tập truyện ngắn và Sức mạnh phụ nữ trong Chính trị (1998), một cuốn sách về các nữ chính trị gia ở Zambia. Bà đã xuất bản Talk about Health vào năm 1998 dựa trên nghiên cứu của mình ở miền tây Zambia. Sifuniso là nhà xuất bản tại Đại học Zambia cho đến năm 1997 và là chủ tịch của Hội Nhà văn Phụ nữ Zambia.
Bà đã chỉnh sửa Eavesdropping do Hiệp hội Nhà văn Phụ nữ Zambia xuất bản.